# Howard Blackburn
Howard Blackburn (17 febbraio 1859 – Gloucester, 4 febbraio 1932) è stato un marinaio canadese.
Nativo della Nuova Scozia, deve la sua notorietà all'evento che lo vide protagonista nel 1883, assieme al suo compagno Thomas Welch, nel corso del quale rimase nelle acque dell'Oceano Atlantico, in pieno inverno, dopo essersi allontanati dalla nave "Grace L. Fears", in seguito ad una improvvisa bufera di neve, in una piccola barca da pesca. Il compagno morì e Blackburn riuscì a tornare sulla terra ferma. Remò per cinque giorni senza cibo né acqua, congelandosi le mani sui remi, finché non avvistò la costa di Terranova. Il congelamento gli provocò la perdita delle dita di entrambe le mani e dei piedi. In suo onore è stato istituito il premio "The Blackburn Challenge" che si tiene ogni anno a Capo Ann.
Nel 1899 realizzò in solitaria la traversata dell'Atlantico in 62 giorni, con uno "sloop" (piccola imbarcazione con le vele, tipica dei secoli XVII-XVIII) da lui stesso costruito, verso l'Inghilterra. Nel 1901 con una goletta conseguì il record di 39 giorni di traversata atlantica in solitaria, da Gloucester al Portogallo.